# A Hora e Vez de Augusto Matraga
A Hora e Vez de Augusto Matraga é uma novela de  Guimarães Rosa,  integrante de Sagarana (1946), e considerada pelo autor  "de certa forma,  síntese e chave de todas as outras" narrativas da obra e, enquanto estilo, o que procurava descobrir desde o início do livro . À época de sua publicação, foi considerada por Antônio Cândido um dos contos mais perfeitos da língua portuguesa. 

## Estilo e temática
Ainda que ambientada no sertão, a novela A hora e vez de Augusto Matraga, assim como as demais narrativas de Sagarana, difere das obras regionalistas. Partindo da estrutura de saga, Rosa cria "universo literário em que vida e poesia se equivalem, onde o sertão deixa de ser estritamente um espaço geográfico para atingir uma dimensão mitopoética". 
A relação entre o medo e a coragem  e o papel da honra na reafirmação da identidade masculina também podem ser considerados temas importantes da novela.

## Sinopse
Conta a história de Augusto Esteves, filho de Coronel, homem "duro e doido e sem detença, como um bicho grande do mato", "estúrdio, estouvado e sem regra", que, no mesmo dia, é abandonado pela esposa e leva uma enorme surra de seus desafetos, escapando à morte por pouco. É acolhido por um casal muito pobre, que cuida dele e salva sua vida. Arrependido de sua vida desregrada, Nhô Augusto ouve do padre que deve rezar e trabalhar, que sua hora e vez um dia vão chegar, e decide que vai entrar no céu, mesmo que seja "a porrete". Passa vivendo de forma humilde, trabalhando para o casal que o salvou e ajudando seus vizinhos, até começar a sentir falta de sua antiga valentia. E, um dia, chega à vila o bando do jagunço Joãozinho Bem-Bem. Fascinado pelos homens ferozes e armados, Nhô Augusto oferece hospedagem ao grupo em seu sítio. O chefe jagunço o convida para se juntar a eles, mas Nhô Augusto não aceita. Entretanto, depois de um tempo, decide partir e acaba encontrando novamente o bando, que está em missão de vingança contra um velho e sua família. Ao ouvir o que Joãozinho Bem-Bem pretende fazer com os filhos do velho, Nhô Augusto decide que não pode permitir, e desafia o amigo jagunço. Os dois combatem, ambos morrem, e Nhô Augusto recupera sua dignidade. 

## Adaptações

### Teatro
Em 1986, Antunes Filho, um dos mais considerados diretores teatrais do Brasil, fez uma adaptação livre muito premiada do conto para os palcos, juntando trechos do Grande Sertão: Veredas e de outros textos de Guimarães Rosa, protagonizada por Raul Cortez.

### Cinema
- A Hora e a Vez de Augusto Matraga, filme de 1965, dirigido por Roberto Santos, que também escreveu o roteiro com Gianfrancesco Guarnieri. Foi vencedor do Festival de Brasília do Cinema Brasileiro em 1966. Em novembro de 2015, o filme entrou na lista feita pela Associação Brasileira de Críticos de Cinema (Abraccine) dos 100 melhores filmes brasileiros de todos os tempos.[8]
- A Hora e a Vez de Augusto Matraga, filme de 2011, dirigido por Vinícius Coimbra, com roteiro seu e de Manuela Dias, vencedor do Festival do Rio de 2011 [9].